# Chiesa di San Silvestro (Pisa)
La chiesa di San Silvestro di Pisa si trova in piazza San Silvestro.

## Storia e descrizione
È preesistente al 1118, quando fu data ai monaci benedettini di Montecassino. Nel XIV secolo passò alle monache domenicane.
La struttura a tre navate è visibile sul lato nord, sul retro e all'interno. La facciata fu trasformata nel 1770-1772 da Giuseppe Vaccà e Anton Francesco Quarantotti smontando l'architrave scolpito con Storie di san Silvestro (XII secolo), oggi al Museo nazionale di San Matteo, con altre numerose opere medievali e moderne provenienti dalla chiesa, oggi sconsacrata.
Le due statue dei Santi Domenico e Silvestro sono opera di Giovanni Antonio Cybei. L'interno ha il soffitto ligneo di Cosimo Pugliani (1612) e tele coeve di Aurelio Lomi. Durante l'occupazione francese, diverse opere d'arte vennero rastrellate da Pisa oggetto di spoliazioni napoleoniche, tra cui la Maria con Gesù e angioli, una tavola di Turino Vanni anticamente ospitata dalla Chiesa di San Silvestro e tuttora in Francia.
Nonostante un restauro della facciata nel 2003 la chiesa risulta da anni chiusa senza nessun utilizzo.
Attiguo alla chiesa vi è l'ex convento, prima sede della Scuola Normale Superiore fondata con decreto napoleonico il 18 ottobre 1810.

## Altre immagini

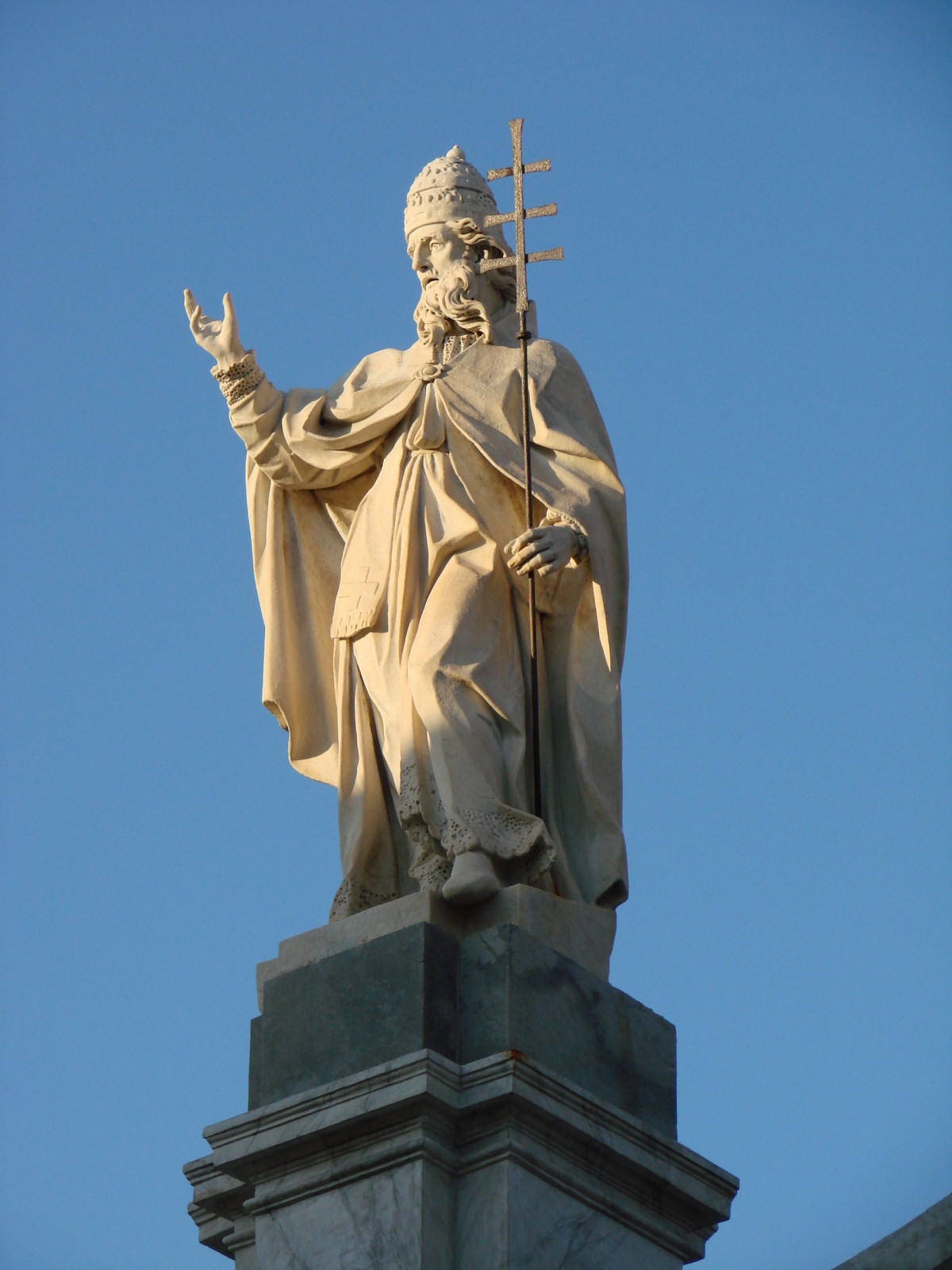
Giovanni Antonio Cybei, San Silvestro
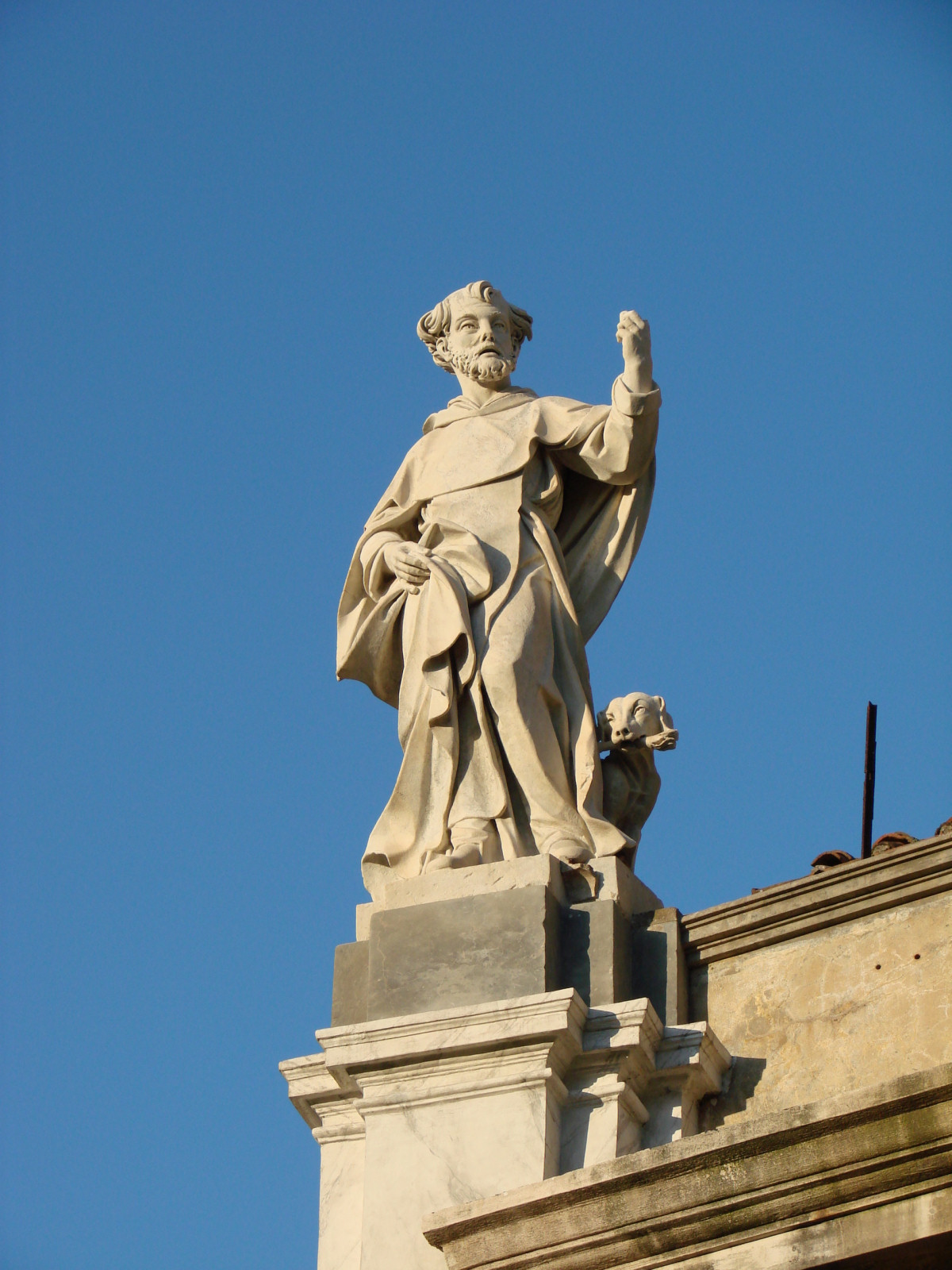
Giovanni Antonio Cybei, San Domenico
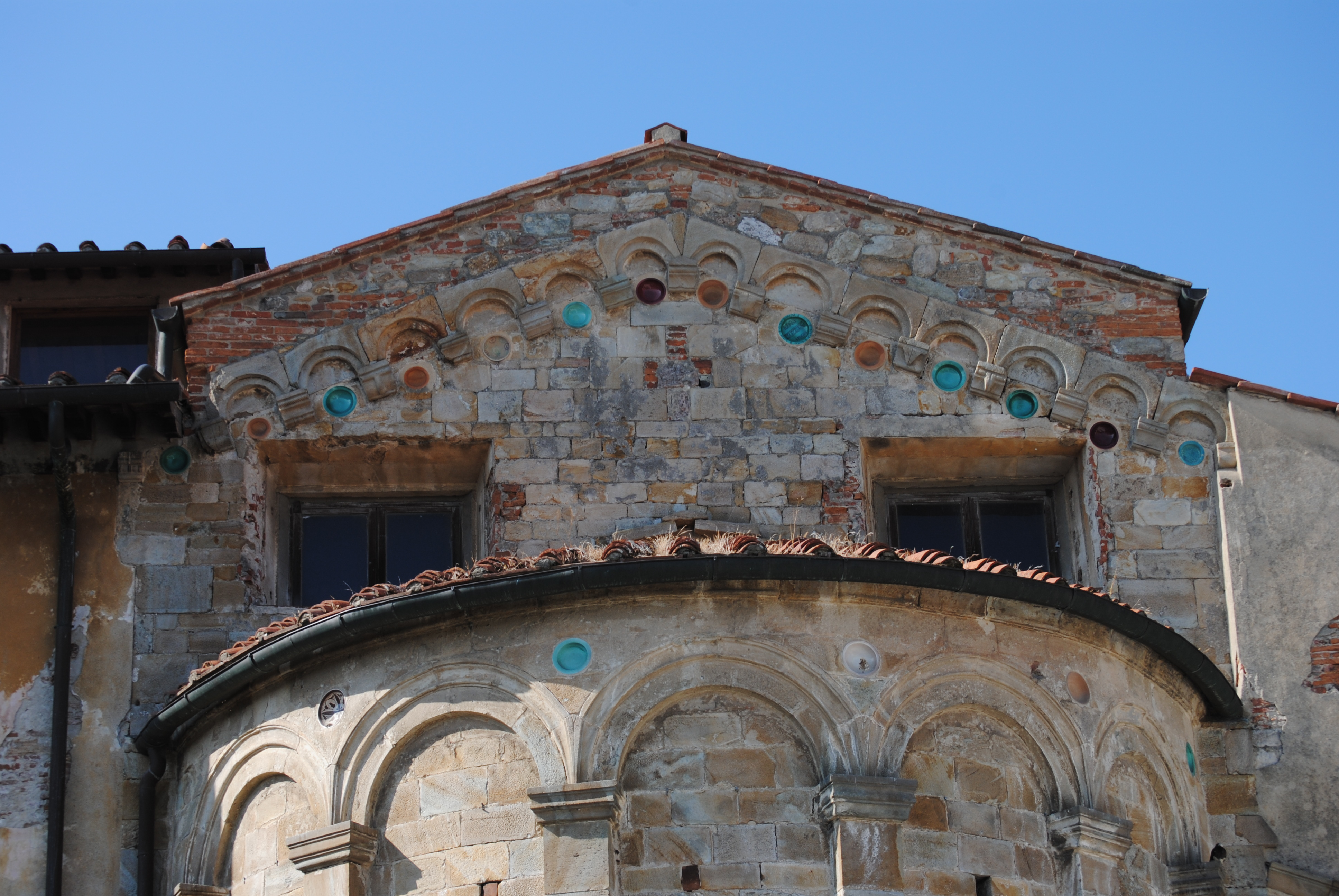
Murature esterne dell'abside e della navata centrale decorate con bacini ceramici
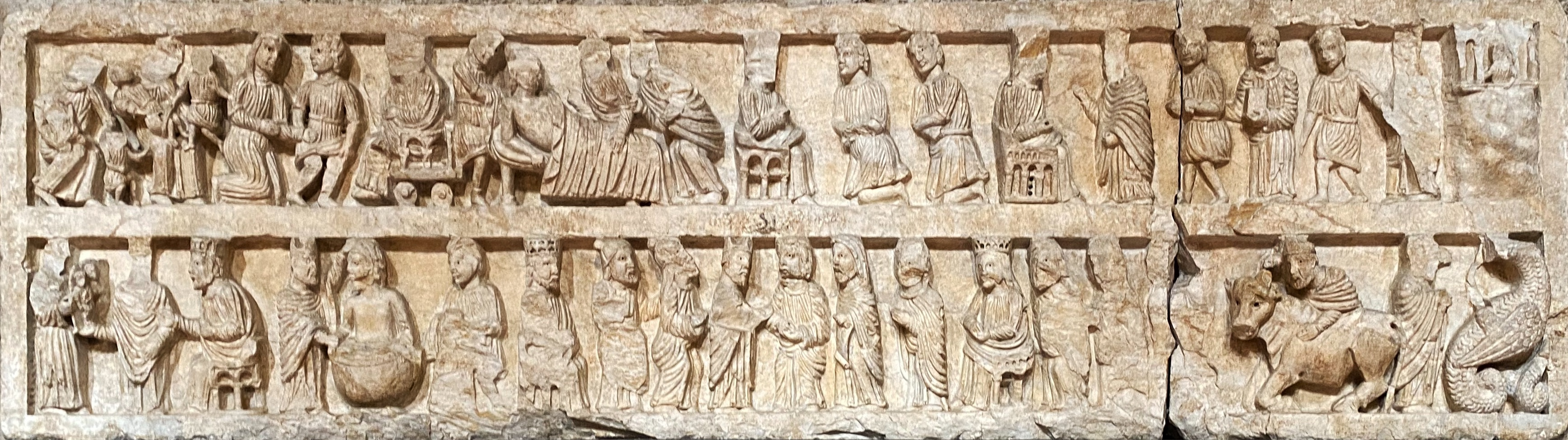
Architrave con storie di San Silvestro, conservato al museo nazionale di San Matteo a Pisa